# Lâu đài Brekov
Lâu đài Brekov (tiếng Slovak: Brekovský hrad, tiếng Hungary: Barkó vára) là một lâu đài đá theo Kiến trúc Gothic và Phục hưng đã bị tàn phá một phần. Lâu đài này nằm phía trên ngôi làng Brekov thuộc vùng Prešov, phía đông Slovakia. Tòa lâu đài tọa lạc trên một đỉnh đồi hình chóp nón, có độ cao 480 m (1574.80 ft) so với mực nước biển. Cũng như nhiều tòa lâu đài khác, có một ngôi làng cùng tên với tòa lâu đài đã xuất hiện dưới chân đồi. Cả ngôi làng Brekov và tòa lâu đài Brekov đều nằm trong khu vực cổ của vùng Zemplín. Lâu đài đã được Ủy ban Di tích Cộng hòa Slovakia liệt vào danh sách Di sản Văn hóa Quốc gia.

## Hình ảnh

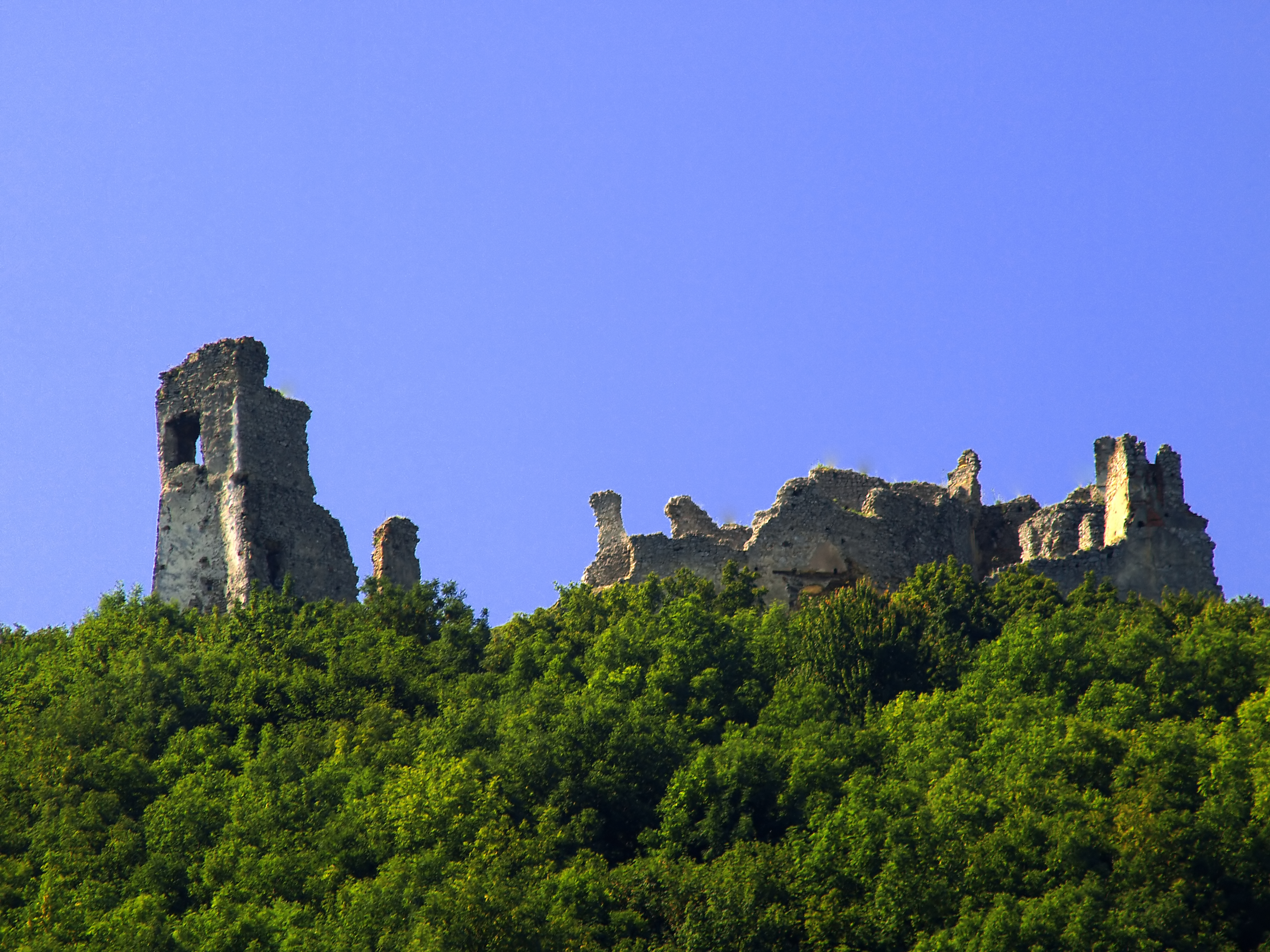
Cận cảnh lâu đài Brekov từ phía bắc (tháng 8 năm 2008)
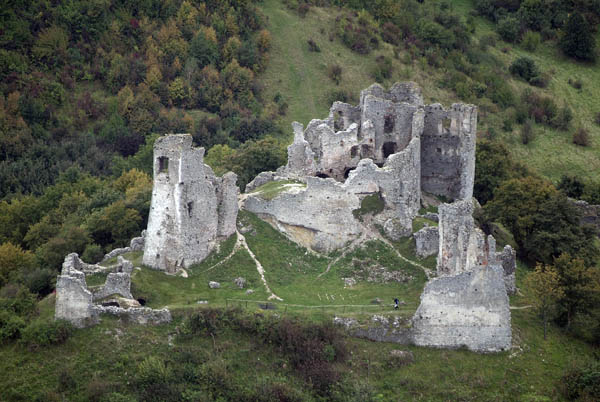
Tòa lâu đài nhìn từ trên không phía bắc (tháng 9 năm 2008)
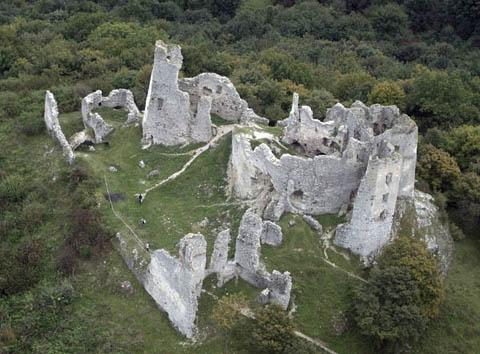
Tòa lâu đài nhìn từ trên không phía tây (tháng 9 năm 2008)
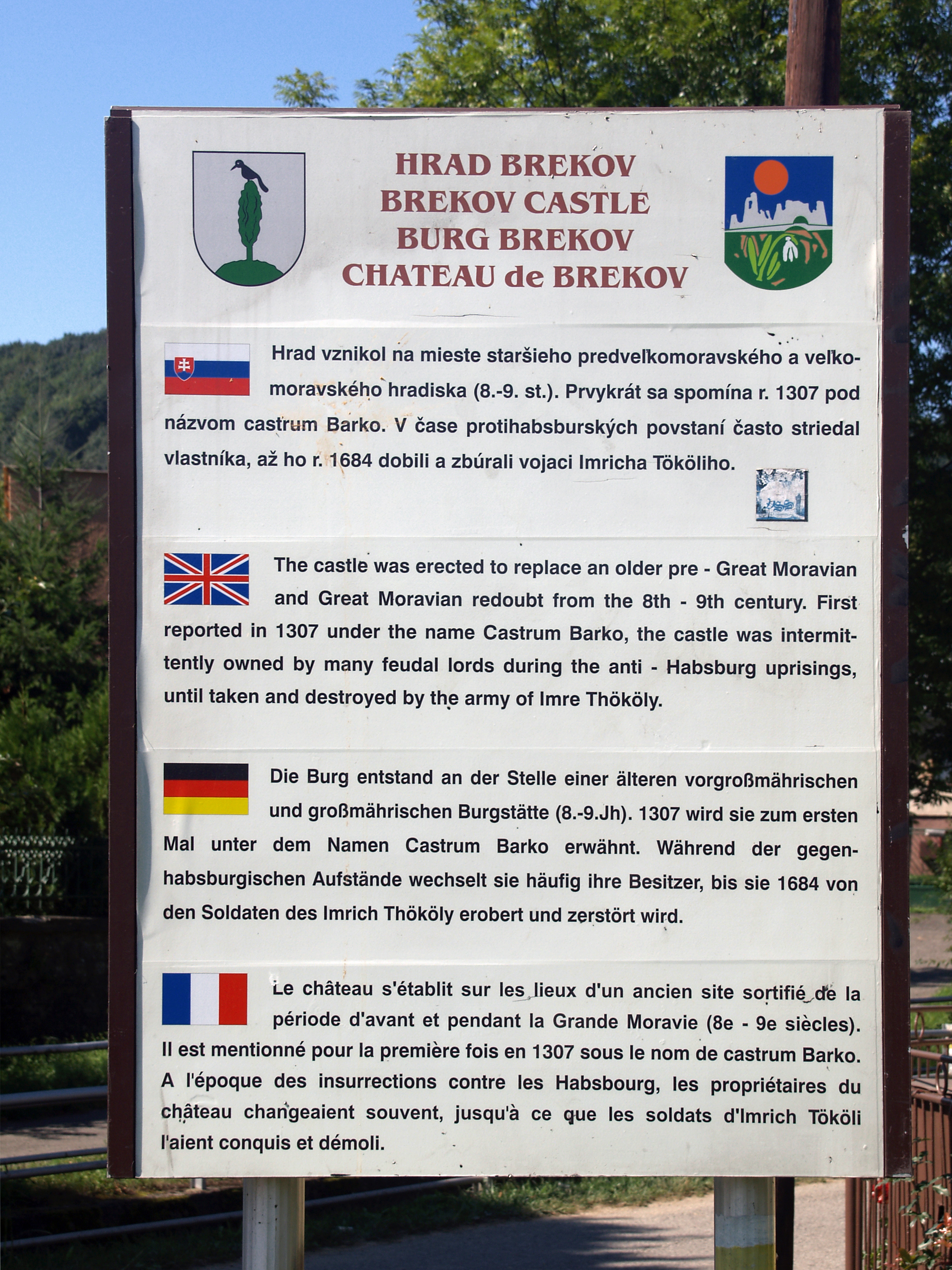
Bảng thông tin về lâu đài bằng tiếng Slovakia, tiếng Đức, tiếng Anh và tiếng Pháp (tháng 8 năm 2008)
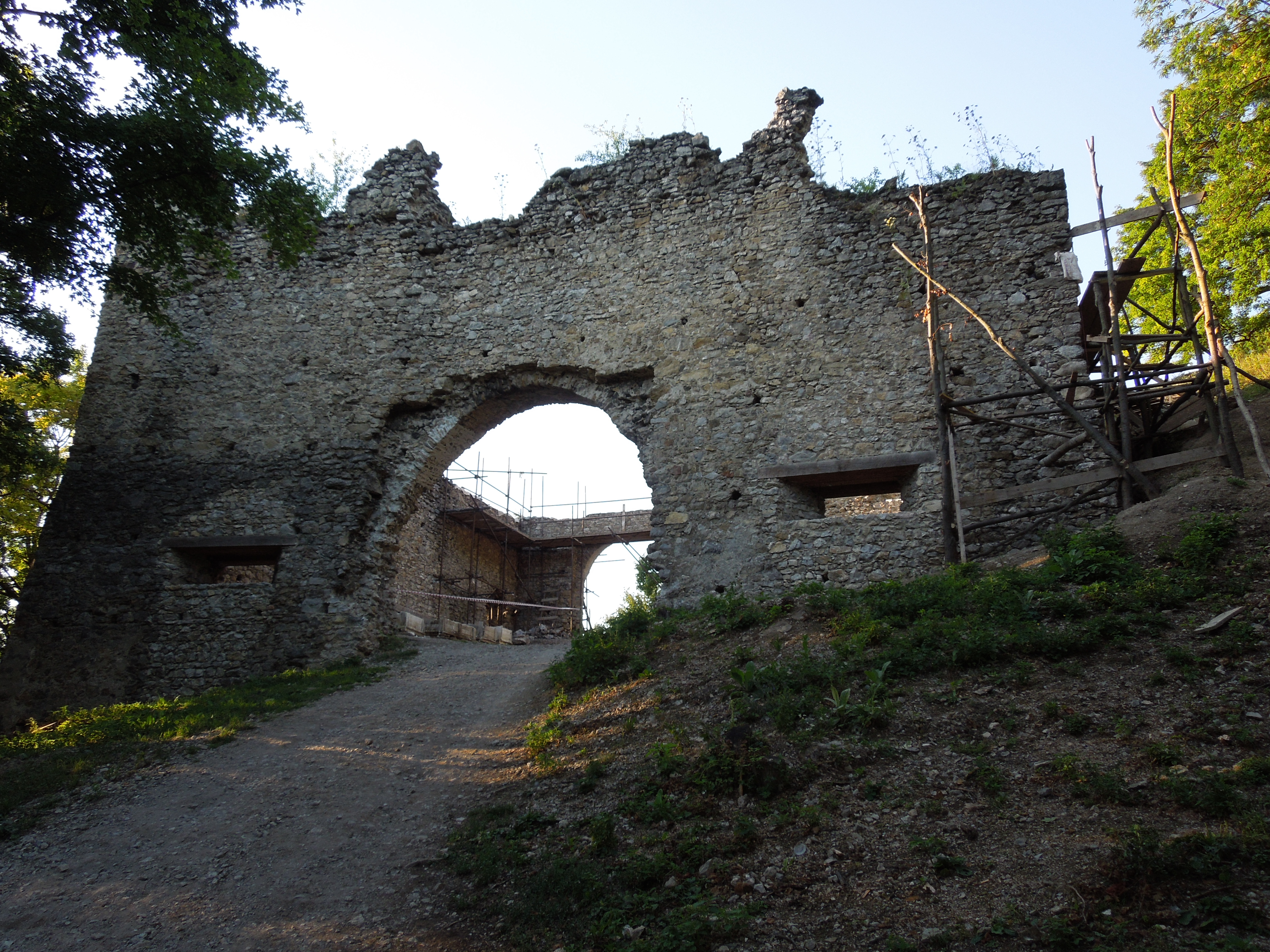
Một kiến trúc từ thế kỷ 16 đang trong quá trình bảo trì (tháng 7 năm 2015)
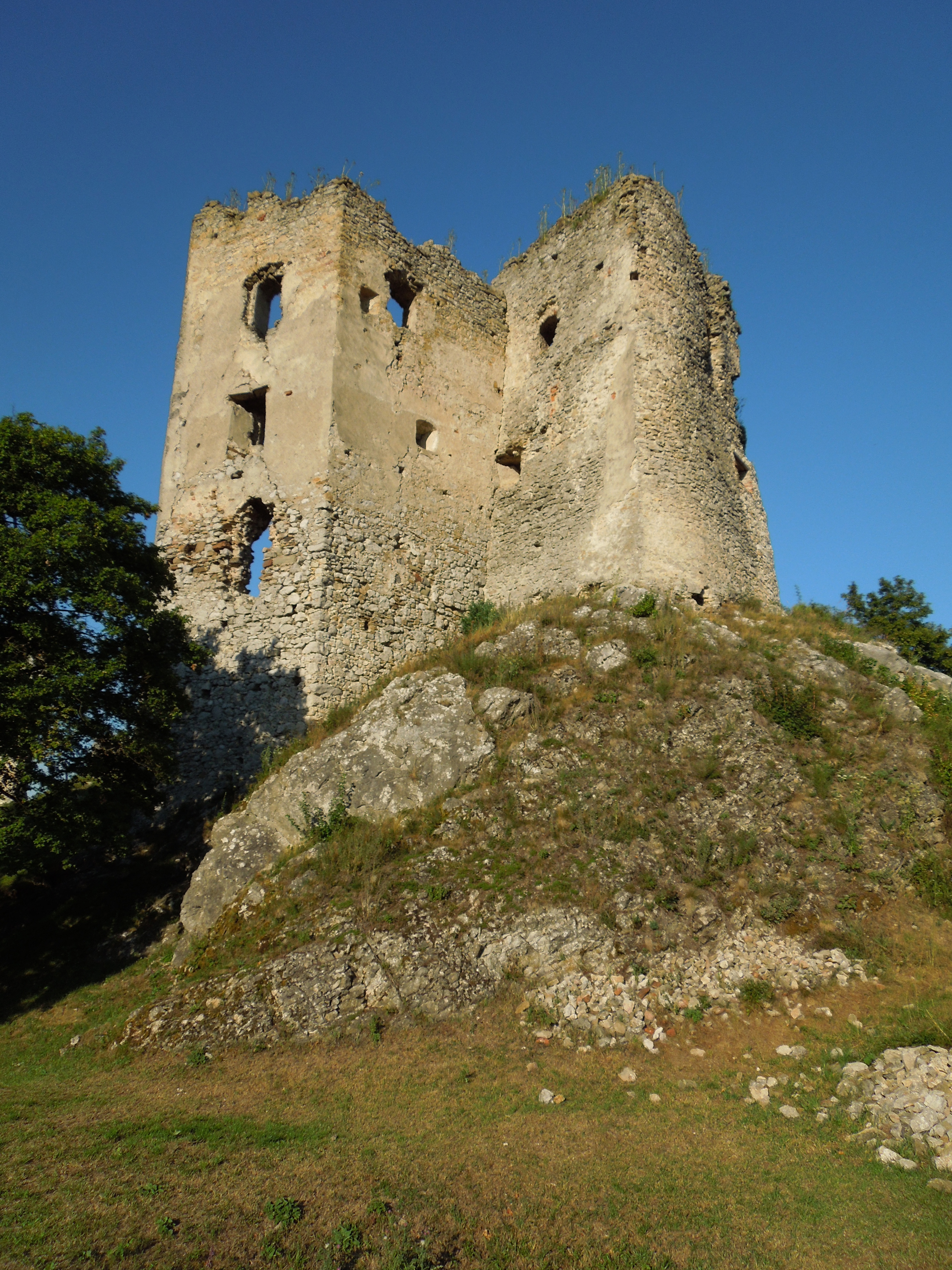
Quang cảnh khu bảo tồn từ sân dưới, với tòa nhà phụ cuối thế kỷ 15 nhô ra rõ ràng (tháng 7 năm 2015)
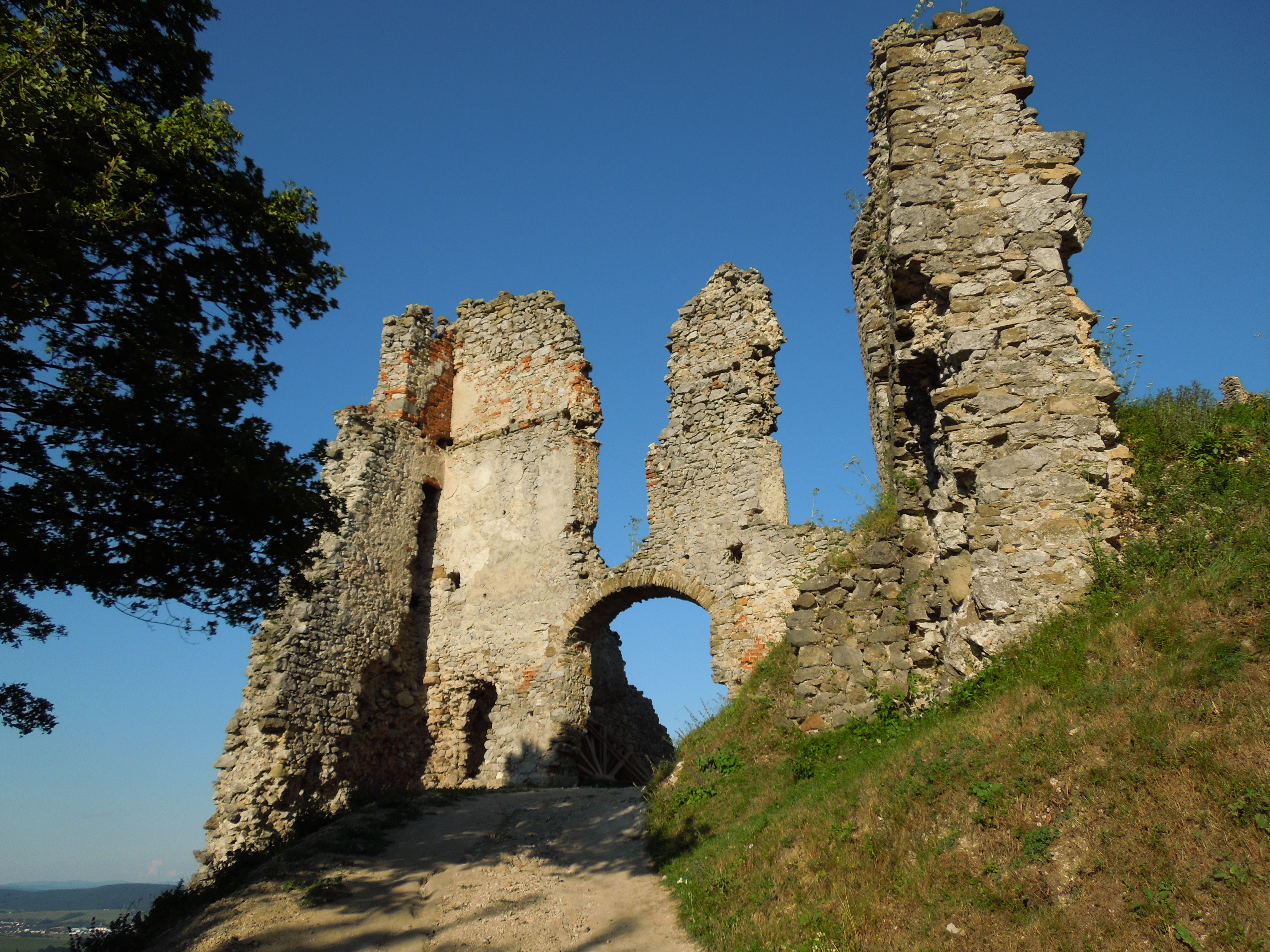
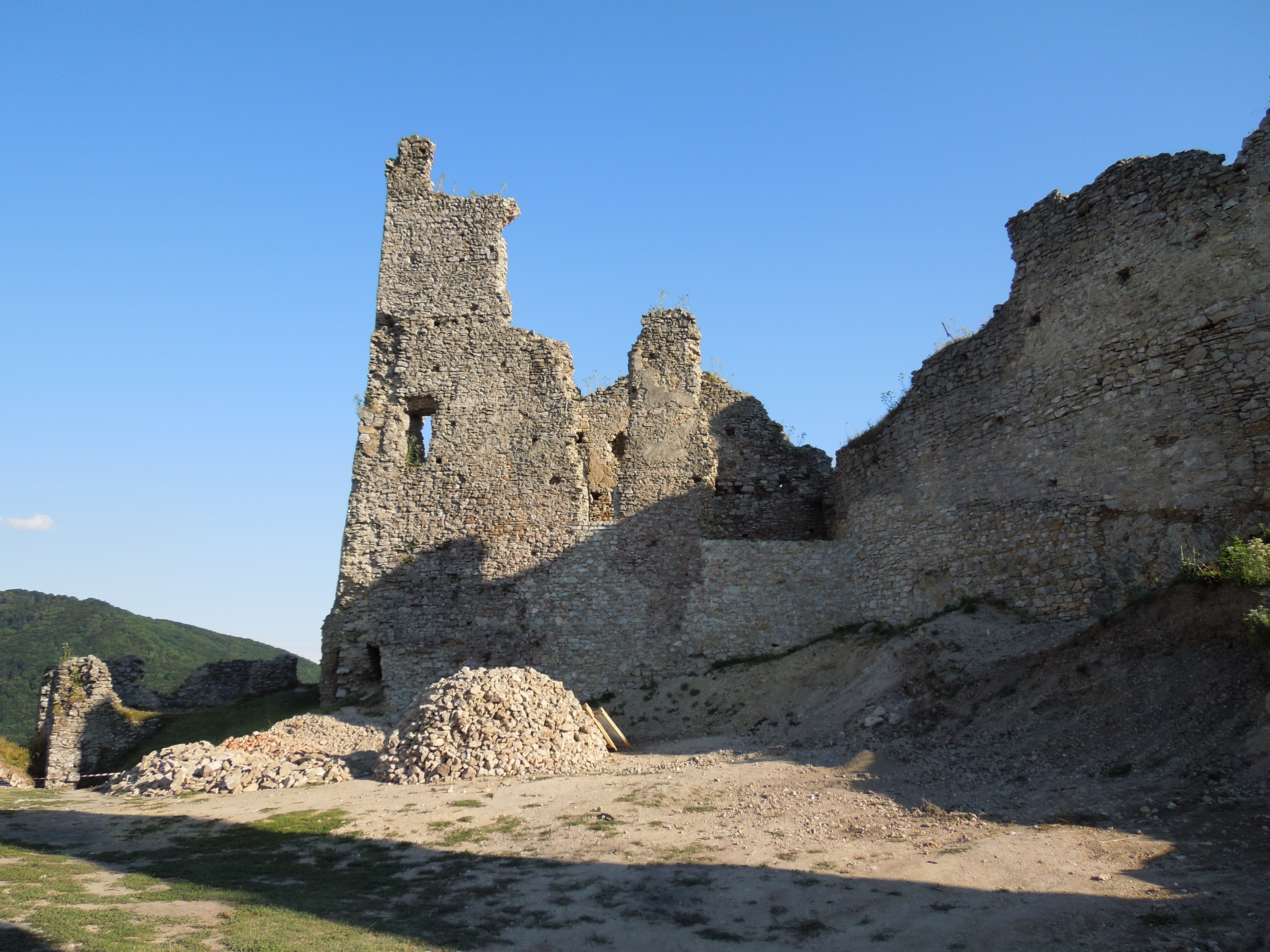
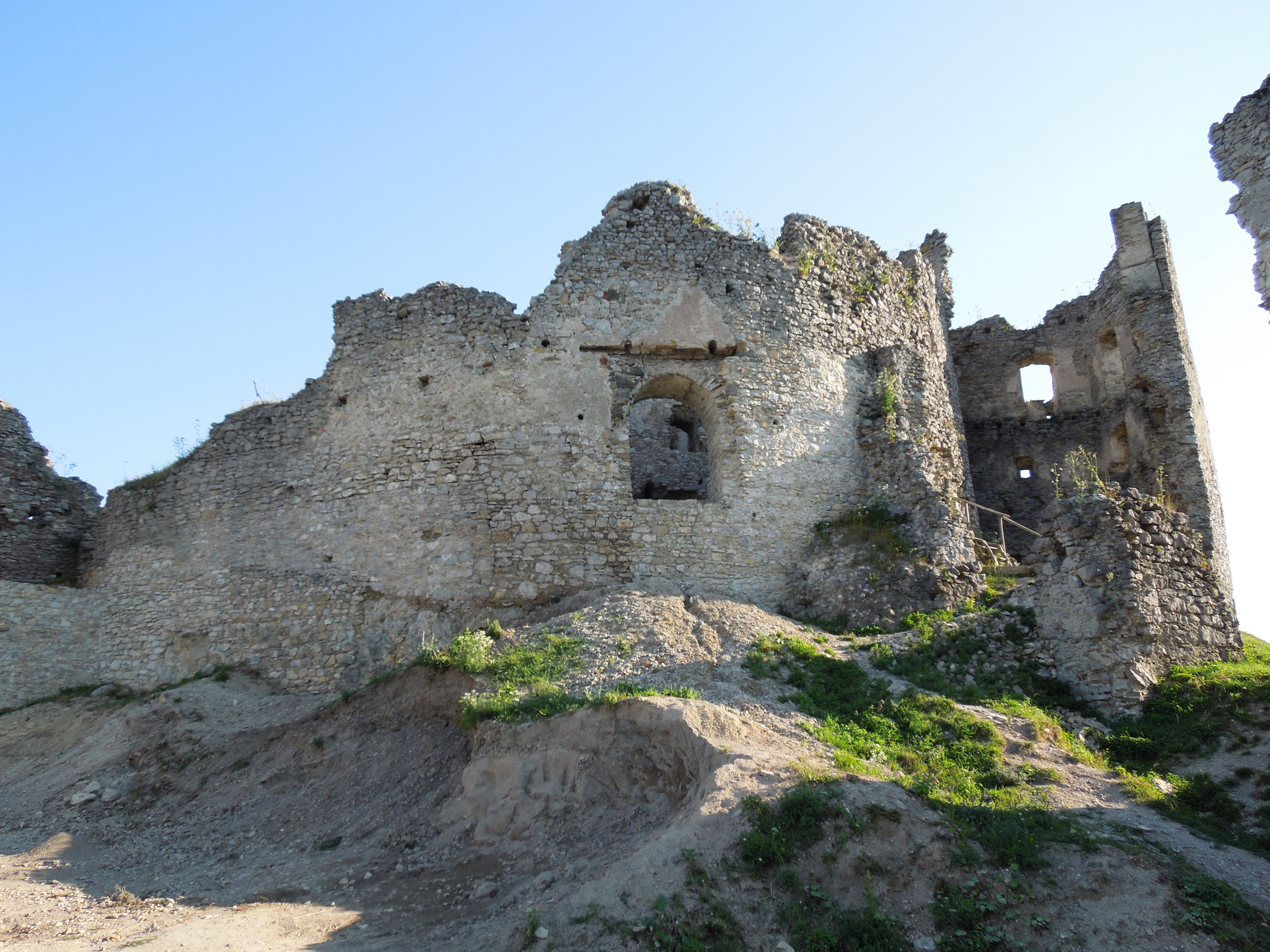
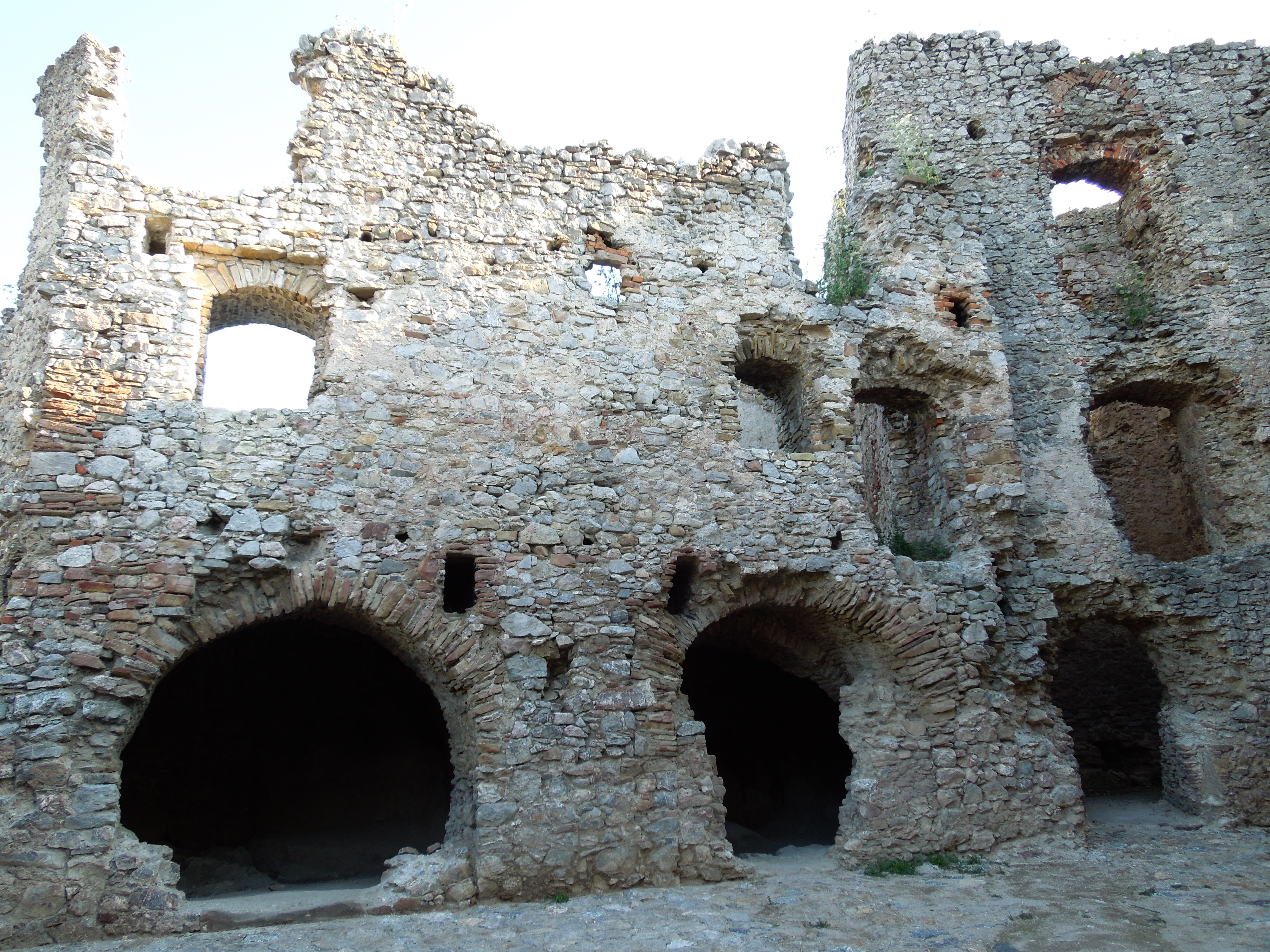
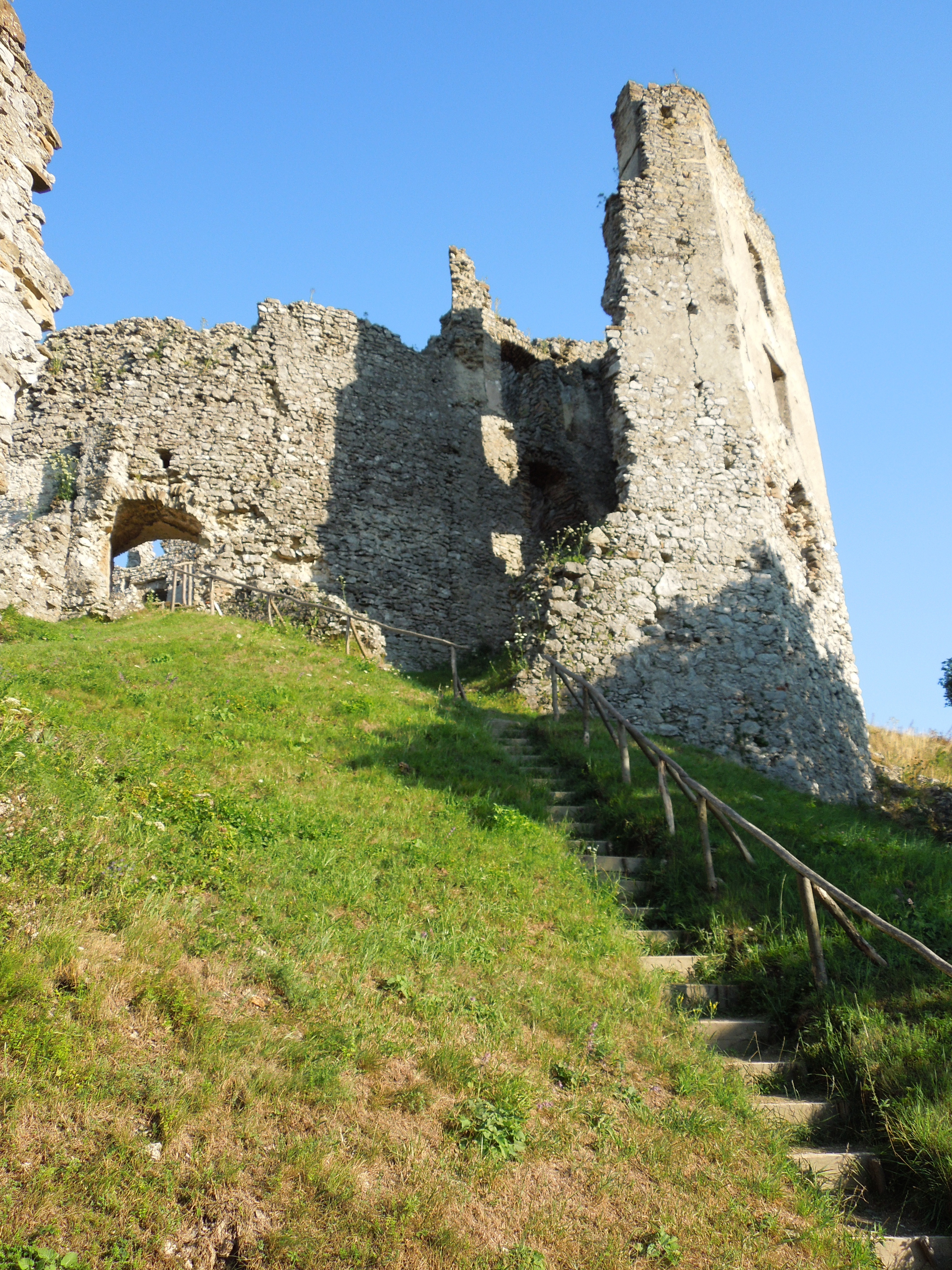
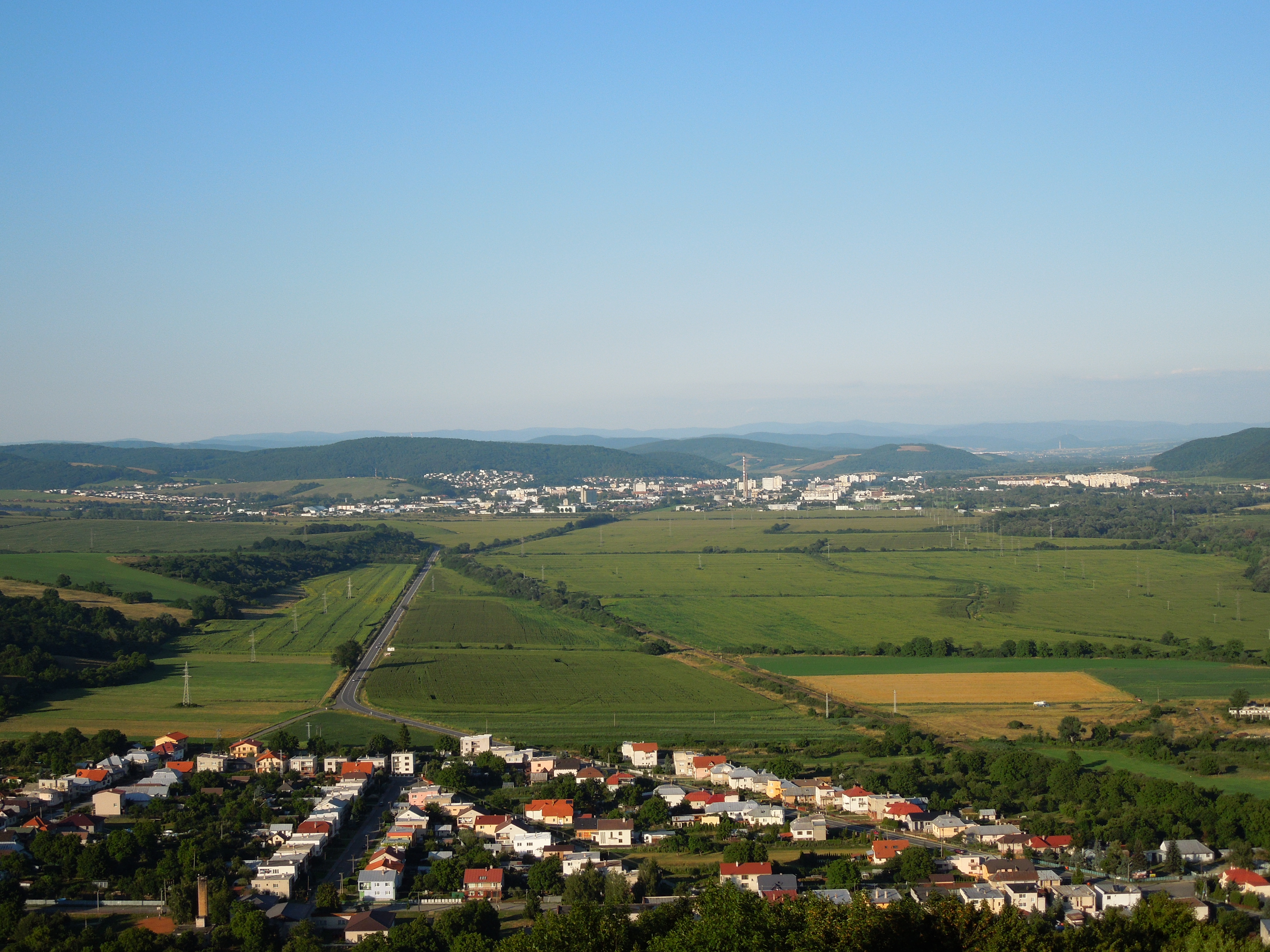